# Gare de Carcassonne
La gare de Carcassonne est une gare ferroviaire française des lignes de Bordeaux-Saint-Jean à Sète-Ville et de Carcassonne à Rivesaltes. Elle est située à proximité du centre-ville de Carcassonne, dans le département de l'Aude, en région Occitanie.
Elle est mise en service en 1857 par la Compagnie des chemins de fer du Midi et du Canal latéral à la Garonne.
C'est une gare de la Société nationale des chemins de fer français (SNCF), desservie par le TGV, des trains de grandes lignes et des trains régionaux du réseau TER Occitanie.

## Situation ferroviaire
Établie à 111 mètres d'altitude, la gare de bifurcation de Carcassonne est située au point kilométrique (PK) 347,282 de la ligne de Bordeaux-Saint-Jean à Sète-Ville, entre les gares ouvertes aux voyageurs de Bram et de Lézignan-Corbières. Elle est l'origine de la ligne de Carcassonne à Rivesaltes, dont seule la portion entre les gares de Carcassonne et Quillan est utilisée par des trains TER Occitanie, la section de La Pradelle à Rivesaltes étant utilisée pour le trafic des marchandises.

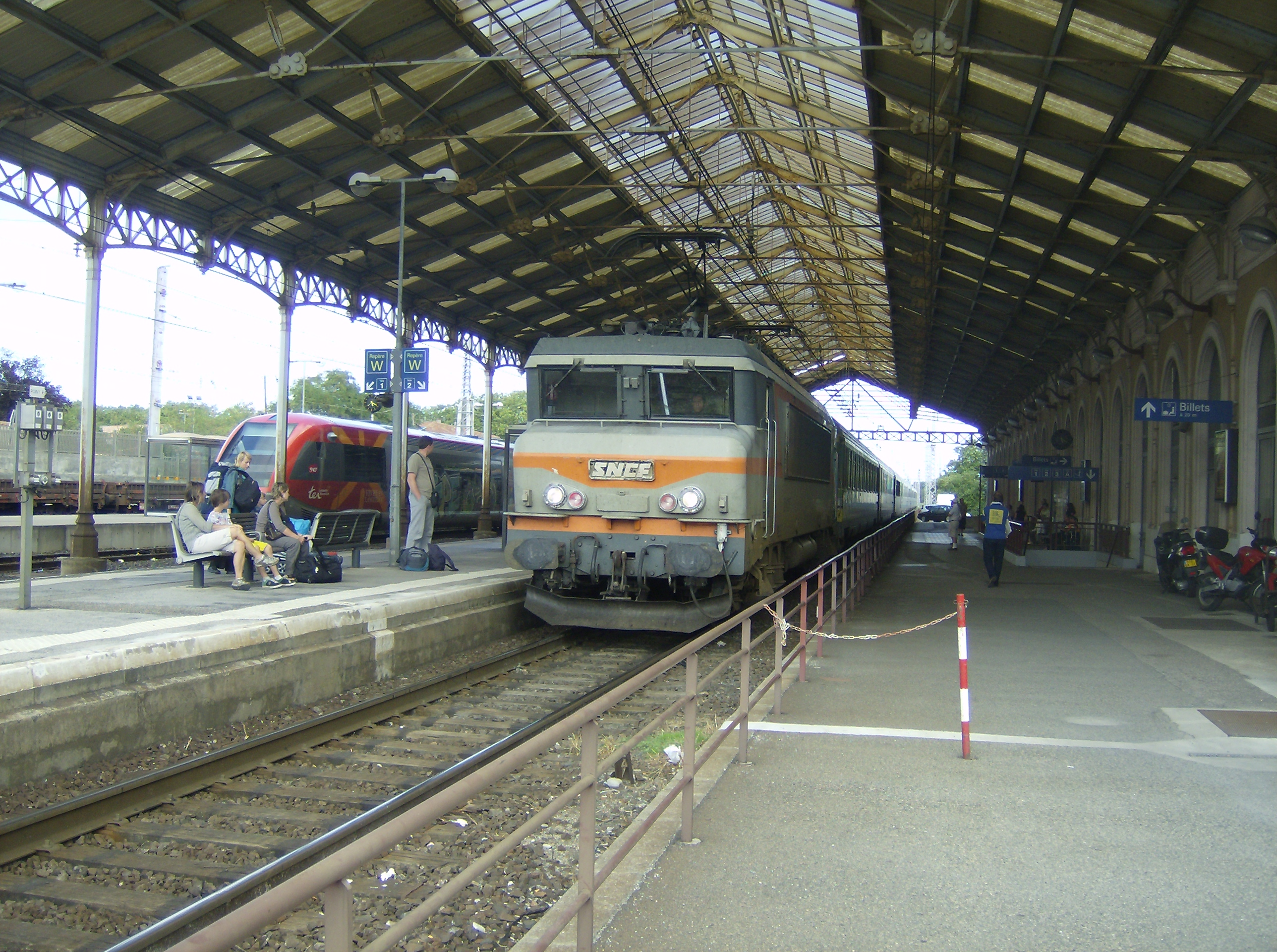
Vue de la marquise de la gare.

## Histoire

Le hall de la gare de Carcassonne (vue partielle), rénové en 2016, avec au mur la fresque signée Jean Camberoque.

La gare est située au nord du centre-ville près du port et des berges du canal du Midi. Elle a été mise en service le 22 avril 1857 par la Compagnie des chemins de fer du Midi et du Canal latéral à la Garonne. L'architecture du bâtiment voyageurs, construit la même année, est classique avec un corps de bâtiment encadré par deux ailes en retrait et une horloge en fronton sans étage.
Elle devient gare de bifurcation, lorsque la Compagnie du Midi, concessionnaire du chemin de fer de Carcassonne à Quillan, met en service le tronçon de Carcassonne à Limoux le 15 juillet 1876, prolongé jusqu'à Quillan le 1er juillet 1878.
Le hall de la gare est décoré d'une peinture (8 m x 3 m), installée en 1995, du peintre Jean Camberoque (1917-2001) représentant les terroirs de l'Aude. Le buffet de la gare abritait une fresque murale, réalisée en 1996, représentant l'acteur de cinéma Philippe Noiret (qui résidait près de Carcassonne) attendant le train sur un quai de la gare.
Des scènes du film Inguélézi, réalisé par François Dupeyron furent tournées dans la gare en 2003.
En 2022, d'importants travaux de remplacement des voies et du ballast furent réalisés par SNCF Réseau.

## Fréquentation
En 2014, selon les estimations de la SNCF, la fréquentation annuelle de la gare était de 839 733 voyageurs.
De 2015 à 2023, selon les estimations de la SNCF, la fréquentation annuelle de la gare s'élève aux nombres indiqués dans le tableau ci-dessous :
| Année                      | 2015      | 2016      | 2017      | 2018    | 2019      | 2020    | 2021      | 2022      | 2023      |
| -------------------------- | --------- | --------- | --------- | ------- | --------- | ------- | --------- | --------- | --------- |
| Voyageurs seuls            | 768 690   | 786 810   | 844 291   | 693 148 | 775 306   | 565 381 | 820 367   | 1 047 813 | 1 211 281 |
| Voyageurs et non voyageurs | 1 011 434 | 1 035 276 | 1 110 910 | 912 037 | 1 020 139 | 743 923 | 1 079 431 | 1 378 702 | 1 593 791 |

## Service des voyageurs

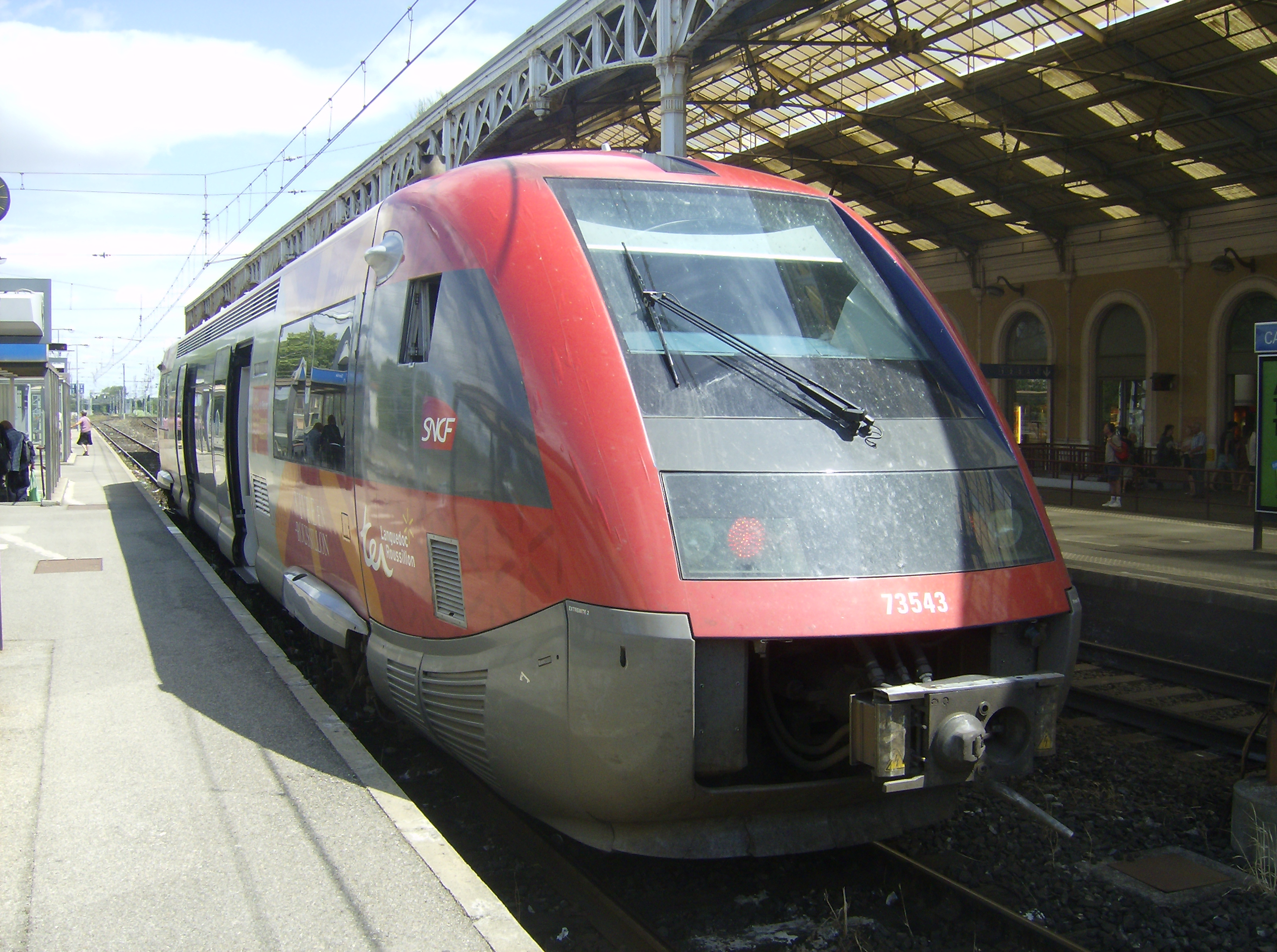
TER en gare.

### Accueil
Gare de la SNCF, elle dispose d'un bâtiment voyageurs, avec guichets (ouverts du lundi au vendredi, et fermés les week-ends et jours fériés). C'est une gare Accès Plus, disposant d'aménagements et services pour les personnes à la mobilité réduite.

### Desserte
Carcassonne est desservie par des trains joignant l'ex-Midi-Pyrénées à l'arc languedocien, dont : les TGV inOui issus de Lyon-Part-Dieu et à destination de Toulouse ; les trains Intercités reliant Bordeaux à Marseille ; les nombreux TER Occitanie issus et à destination de Toulouse, Narbonne, Marseille, Cerbère, Perpignan et Limoux.

### Intermodalité
Un parking est aménagé.
La création d'un pôle d'échanges près de la gare, situé à l'emplacement des entrepôts de la Sernam, porté par Carcassonne Agglo, l'État, la SNCF, la région Occitanie, le département et la ville de Carcassonne, est en cours d'études.

## Service des marchandises
Carcassonne est ouverte au service des marchandises.